# الطريق السريع M-12 (الباکستان)
الطريق السريع M-12 ( (بالأردوية: موٹروے 12)‏ أو طريق سامبريال-كهاريان السريع ، هو طريق سريع في البنجاب (باكستان) ، قيد الإنشاء منذ يوليو 2022. سوف يقوم M-12 بتوصيل سيالكوت إلى کهاریان . 69 كـم (43 ميل) سيحتوي الطريق السريع الطويل على 5 تقاطعات ومنطقة خدمة و 1 كـم (0.62 ميل) جسر طويل يمتد على نهر تشيناب .كجرات (باكستان) لسيكون الطريق السريع M-12 عبارة عن طريق سريع مكون من أربعة حارات (قابل للتوسيع إلى ستة حارات) بسرعة تصميمية تبلغ 120 كم/س (75 ميل/س) ووقت الانتهاء المتوقع لمدة عامين.  

## روابط خارجية
- الهيئة الوطنية للطرق السريعة
- باكستان الوطنية للطرق السريعة وشرطة الطرق السريعة